# Cuicuilco

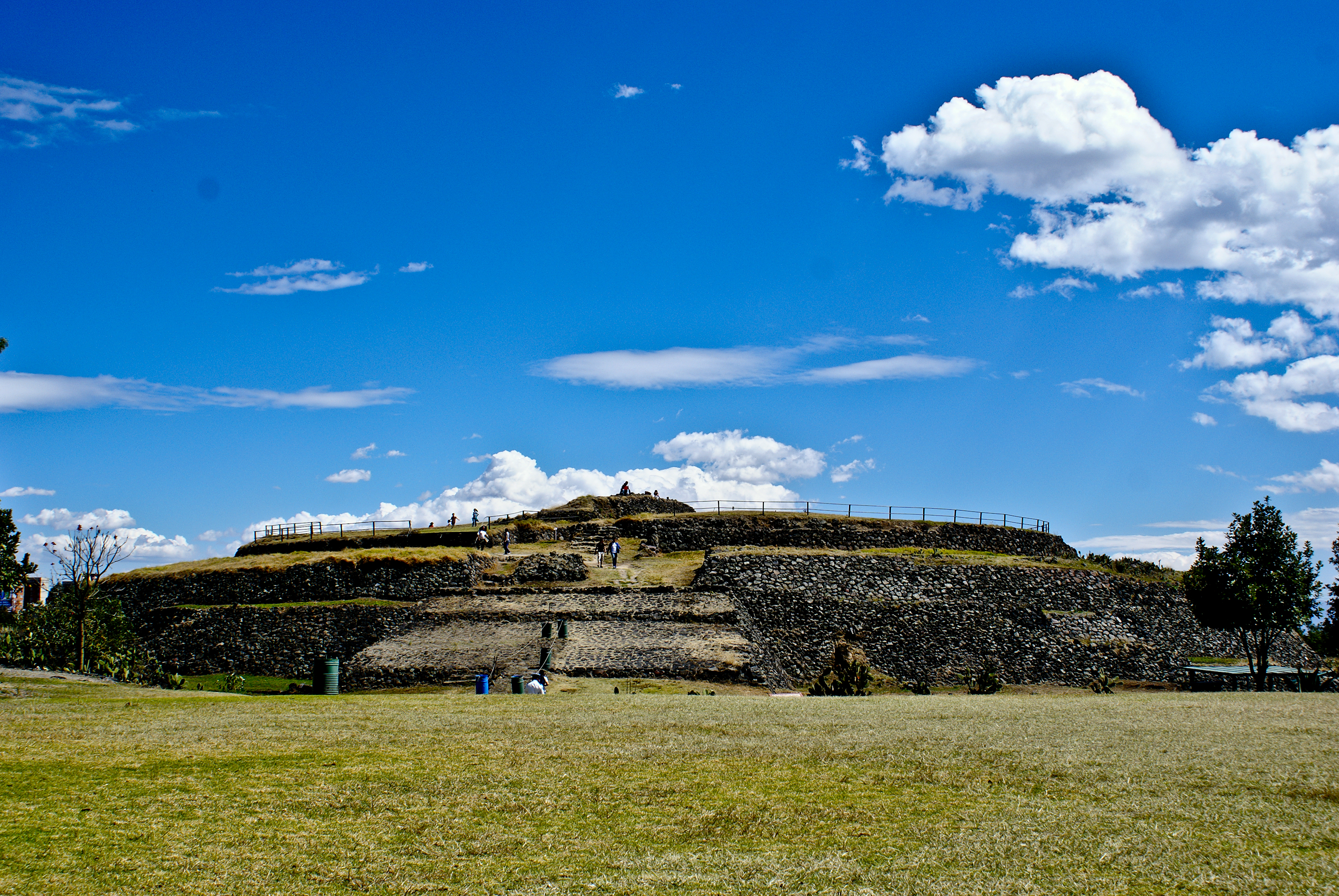
Rundpyramide von Cuicuilco

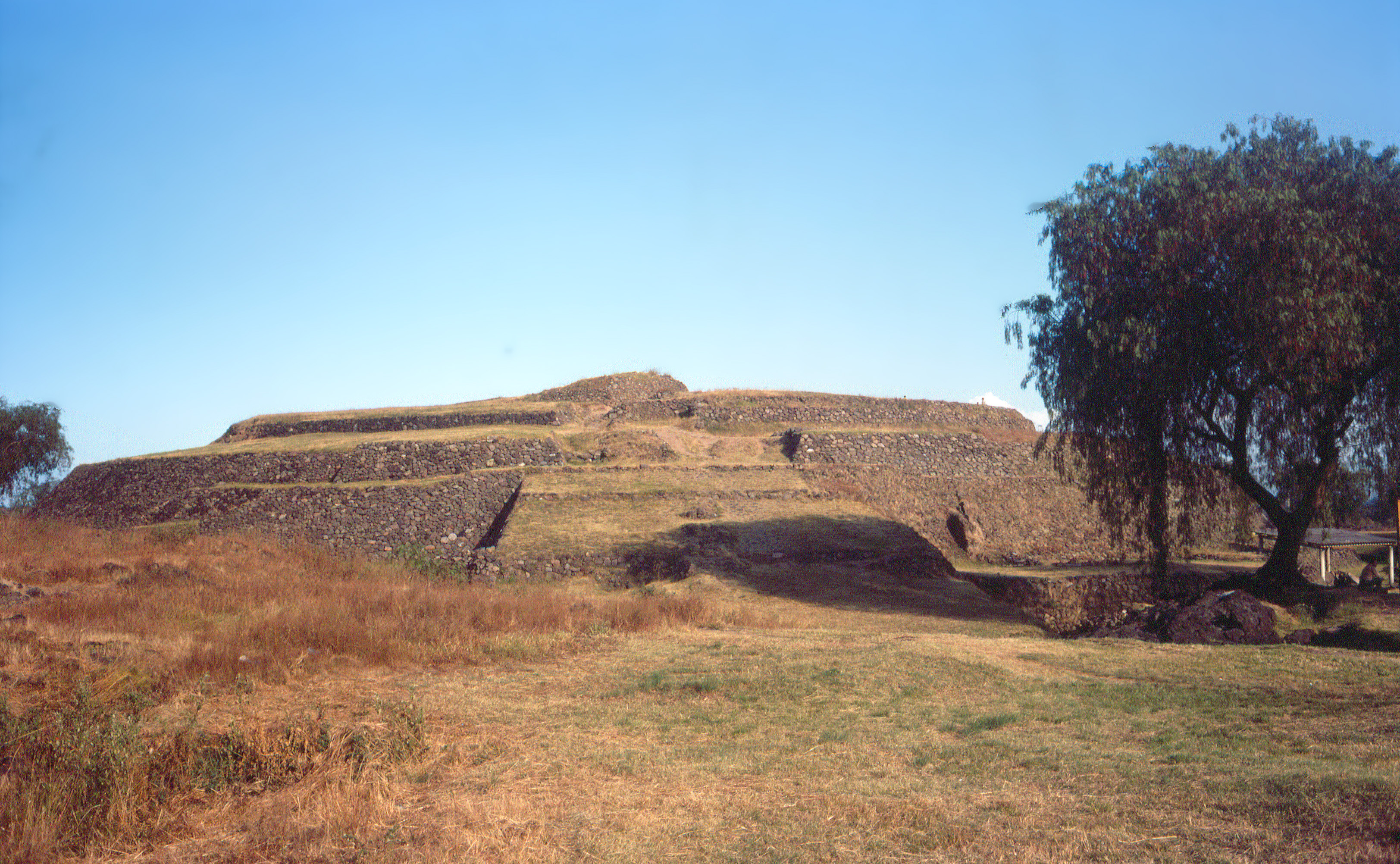
Dto.

Cuicuilco war während der präklassischen Periode ein wichtiges regionales Zentrum in Zentralmexiko. Die Ruinenstätte befindet sich im Süden des Tals von Mexiko im Stadtgebiet von Mexiko-Stadt, unmittelbar südlich des Campus der Universidad Nacional Autónoma de México, teilweise auch auf dem Gelände des Olympischen Dorfes der Olympischen Spiele von 1968.

## Geschichte
Die Siedlung war ab dem mittleren Präklassikum die vorherrschende Macht im Tal von Mexiko und war einer der wichtigsten Konkurrenten des damals noch relativ unbedeutenden Teotihuacán. Wahrscheinlich erlangte die Siedlung ihre große Bedeutung aufgrund der fruchtbaren Böden, die aufgrund der Existenz mehrerer kleiner Bäche gut bewässert werden konnten und dadurch reiche Ernten ermöglichten. Zudem wurde sie zu einem wichtigen zeremoniellen und religiösen Zentrum. Im 3. Jahrhundert n. Chr. wurde Cuicuilco bei einem Ausbruch des Vulkans Xitle mehrere Meter dick mit Lava überdeckt und von seinen Bewohnern verlassen. Es gilt als wahrscheinlich, dass sich viele von ihnen in Teotihuacán niederließen, das rund 60 km nordöstlich liegt.

## Ausgrabungen
Archäologen unter Leitung von Byron Cummings führten hier in den Jahren zwischen 1922 und 1924 Ausgrabungen durch. Sie fanden eine große kreisrunde Tempelplattform mit mehreren Stufen, deren Grundfläche einen Durchmesser von nicht ganz 150 Metern besitzt. Vermutlich wurde die Plattform für religiöse Zwecke benutzt, worauf die Konstruktionen auf der Oberfläche, die teilweise vertieft liegen, hinweisen. Von Westen führt eine Rampe auf die zweithöchste Plattform.
Spätere Ausgrabungen in den 1960er Jahren brachten mehrere ähnliche, kleinere Plattformen zum Vorschein. Zudem fand man eine aus Lehm gefertigte kleine Statue eines „Feuergottes“, dessen Verehrung man noch bis in die Zeit der Azteken nachweisen kann, bei denen er den Namen Huehueteotl trug.